# Euonymus sanguineus
Euonymus sanguineus är en benvedsväxtart som beskrevs av Ludwig Eduard Theodor Loesener och Friedrich Ludwig Diels. Euonymus sanguineus ingår i släktet Euonymus och familjen Celastraceae. Utöver nominatformen finns också underarten E. s. paedidus.